# Manuel Martorell i Peña
Manuel Martorell i Peña   (Barcelona, 1827 - Barcelona, 23 de març de 1890) fou un entomòleg català.

## Biografia
Era fill de Josep Martorell i Alsina, de Calella, i d'Engràcia Peña, i germà de Francesc Martorell i Peña. Es va casar amb Teresa Poch i Ferrer (1845-1928).
Especialitzat en lepidopterologia, va publicar al 1876, juntament amb el seu cosí Miquel Cuní i Martorell, el Catálogo metódico y razonado de los coleópteros observados en Cataluña.
Fou el primer director del Museu Martorell des de la seva inauguració el 1882 fins a la seva mort.